# Oologah
Oologah – miejscowość w Stanach Zjednoczonych, w stanie Oklahoma, w hrabstwie Rogers.